# Long Distance Voyager
Albums de The Moody Blues
Octave
(1978) The Present
(1983)
Long Distance Voyager est le dixième album studio des Moody Blues, sorti en 1981, et le premier enregistré avec Patrick Moraz (ex-Yes), le remplaçant de Mike Pinder.
Après Seventh Sojourn (1972), c'est leur second album à se classer no 1 aux États-Unis. Les singles Gemini Dream (12e), The Voice (15e) et Talking Out of Turn (65e) y réalisent également de bonnes performances.

## Album concept
Long Distance Voyager n'est que partiellement un album concept, car seulement la moitié des chansons se rapportent au "voyageur" mentionné dans le titre de l'album. Les trois derniers morceaux comprennent une mini-suite qui combine les thèmes des bouffons de carnaval et du chaos vécu dans les coulisses d'un spectacle rock.
La couverture de l'album était une peinture intitulée "Punch" (1840) de Thomas Webster de l'Art Union of Glasgow, tandis que la pochette était basée sur un concept de Moody Blues conçu par Cream, qui était chargé de la pochette de l'album. Le vaisseau spatial Voyager de la NASA est en haut du recto de la pochette de l'album. Les survols de Saturne par Voyager 1 et Voyager 2 ont fait la une des journaux en 1980-1981.
On découvre l'apport de Patrick Moraz aux claviers, et plus particulièrement aux synthétiseurs, plus que sur tout autre album des Moody blues dans le passé. Sur des chansons comme Gemini Dream ou The Voice par exemple, dans l'intro de chacune d'entre elles, on entend clairement les synthétiseurs de Moraz et on comprend tout de suite l'importance de son apport au groupe. 

## Titres

### Face 1
1. The Voice (Hayward) – 5:21
2. Talking Out of Turn (Lodge) – 7:18
3. Gemini Dream (Hayward, Lodge) – 4:09
4. In My World (Hayward) – 7:22

### Face 2
1. Meanwhile (Hayward) – 4:08
2. 22,000 Days (Edge) – 5:25
3. Nervous (Lodge) – 5:45
4. Painted Smile (Thomas) – 3:18
5. Reflective Smile (Thomas) – 0:36
6. Veteran Cosmic Rocker (Thomas) – 3:18

- Édition 2008 CD :
- 11 The Voice (Version single) (Hayward) - 4:17

## Musiciens
- Ray Thomas : chœurs, flûte, harmonica
- Justin Hayward : chant, guitare
- John Lodge : chœurs, basse
- Patrick Moraz : claviers, synthétiseurs, arrangements
- Graeme Edge : batterie

## Musiciens additionnels
- B. J. Cole : Guitare pedal steel sur In My World
- Pip Williams : Arrangements des cordes, direction de l'orchestre, production
- The New World Philharmonic : Orchestrations

## Certifications
| Pays                  | Certification |
| --------------------- | ------------- |
| Canada (Music Canada) | 3 × Platine   |
| États-Unis (RIAA)     | Platine       |